# Gesamtministerium Fellisch
Das Gesamtministerium Fellisch bildete vom 31. Oktober 1923 bis 4. Januar 1924 die Landesregierung von Sachsen.

## Abstimmungen im Landtag
Die Wahl Fellischs fand nach der Reichsexekution Sachsens statt und war innerhalb des Landtags selbst umstritten, insbesondere weil die Wahl nur wenige Minuten vor ihrem Stattfinden auf die Tagesordnung gesetzt wurde. Dies kam zustande, weil am 30. Oktober 1923 des abends die Zeit zu knapp war, um sie durchzuführen. Also wurde eine Sitzung auf den nächsten Morgen einberufen, die 0 Uhr 37 Minuten begann. Zudem war die Auslegung der Verfassung umstritten. Die Verfassung wurde durch den Präsidenten des Landtags wie folgt ausgelegt: Die Wahl eines Ministerpräsidenten ist dann erfolgreich, wenn mindestens zwei Drittel der Mitglieder des Landtags anwesend sind und davon mindestens die Hälfte für den Kandidat stimmt. Von den 96 Abgeordneten wurden nur 64 Stimmzettel abgegeben, allerdings waren 72 Abgeordnete anwesend. Die Mehrheit wurde entsprechend auf 37 (72 geteilt durch zwei plus eins) von 96 Stimmen festgesetzt. Zuvor kündigte die DNVP an, die Wahl vor dem Staatsgerichtshof im Leipzig aus Verfahrensgründen anzufechten. Das Detailergebnis ist wie folgt:
| Wahlgang                                                                                   | Kandidat | Kandidat         | Stimmenanzahl | Anteil (gesamt) | Anteil (Anwesende) | Parteizugehörigkeit/Unterstützer | Parteizugehörigkeit/Unterstützer | Parteizugehörigkeit/Unterstützer |
| ------------------------------------------------------------------------------------------ | -------- | ---------------- | ------------- | --------------- | ------------------ | -------------------------------- | -------------------------------- | -------------------------------- |
| 1. Wahlgang                                                                                |          | Alfred Fellisch  | 46            | 47,9 %          | 63,8 %             |                                  |                                  | SPD, DDP                         |
| 1. Wahlgang                                                                                |          | Friedrich Kaiser | 18            | 18,8 %          | 25,0 %             |                                  |                                  | DVP                              |
| 1. Wahlgang                                                                                |          | nicht abgegeben  | 8             | 8,3 %           | 11,1 %             |                                  |                                  | DNVP, KPD                        |
| 1. Wahlgang                                                                                |          | nicht anwesend   | 24            | 25 %            |                    |                                  |                                  | DNVP, KPD                        |
| Alfred Fellisch als Ministerpräsident gewählt. Fellisch bildet Gesamtministerium Fellisch. |          |                  |               |                 |                    |                                  |                                  |                                  |

Am 8. November 1923 wurde über einen Misstrauensantrag der Kommunisten beraten. Das Ergebnis ist wie folgt dargestellt:
| Wahlgang                                                                      | Wahlgang                                           | Stimmen    | Stimmenanzahl | Anteil der Stimmen | Unterstützung | Unterstützung | Unterstützung | Unterstützung | Unterstützung  |
| ----------------------------------------------------------------------------- | -------------------------------------------------- | ---------- | ------------- | ------------------ | ------------- | ------------- | ------------- | ------------- | -------------- |
|                                                                               | Mißtrauensantrag (gem. Art. 27 (2) der Verfassung) | Ja-Stimmen | 48            | 50,0 %             |               |               |               |               | DNVP, DVP, KPD |
| Nein-Stimmen                                                                  | Mißtrauensantrag (gem. Art. 27 (2) der Verfassung) | 48         | 50,0 %        |                    |               |               |               | SPD, DDP      |                |
| Enthaltungen                                                                  | Mißtrauensantrag (gem. Art. 27 (2) der Verfassung) | 0          | 0,0 %         |                    |               |               |               | keine         |                |
| Mißtrauensantrag der KPD abgelehnt. Gesamtministerium Fellisch bleibt im Amt. |                                                    |            |               |                    |               |               |               |               |                |

## Mitglieder des Gesamtministeriums
| Amt                                                        | Bild | Name             | Partei | Partei |
| ---------------------------------------------------------- | ---- | ---------------- | ------ | ------ |
| Ministerpräsident                                          |      | Alfred Fellisch  |        | SPD    |
| Wirtschaftsminister                                        |      | Alfred Fellisch  |        | SPD    |
| Stellvertreter des Ministerpräsidenten Minister des Innern |      | Hermann Liebmann |        | SPD    |
| Finanzminister                                             |      | Max Heldt        |        | SPD    |
| Minister für Volksbildung                                  |      | Hermann Fleißner |        | SPD    |
| Justizminister                                             |      | Alfred Neu       |        | SPD    |
| Arbeitsminister                                            |      | Georg Elsner     |        | SPD    |